# 10 Years (песня)
«10 Years» (с англ. — «10 лет») — песня исландской группы Daði og Gagnamagnið, представленная на конкурсе «Евровидение-2021».

## Евровидение
23 октября 2020 года RÚV подтвердил, что Daði og Gagnamagnið будет представлять Исландию на конкурсе 2021 года. Песня под названием «10 Years» была выпущена 13 марта 2021.
65-й конкурс «Евровидение» прошёл в Роттердаме, Нидерланды и состоял из двух полуфиналов 18 мая и 20 мая 2021 года, а финал состоялся 22 мая 2021 года. 17 ноября 2020 года было объявлено, что Исландия выступит в первой половине второго полуфинала конкурса. 20 мая 2021 года группа выступила во втором полуфинале и прошла в финал. 22 мая они заняли 4-е место в финале.

## Позиции в чартах
| Чарт (2020)                                | Наивысшая позиция |
| ------------------------------------------ | ----------------- |
| Бельгия/Фландрия (Ultratip Bubbling Under) | 6                 |
| Финляндия (Suomen virallinen lista)        | 8                 |
| Greece (IFPI)                              | 33                |
| Iceland (Tónlist)                          | 1                 |
| Ирландия (IRMA)                            | 38                |
| Lithuania (AGATA)                          | 11                |
| Нидерланды (Single Top 100)                | 15                |
| Norway (VG-lista)                          | 33                |
| Sweden (Sverigetopplistan)                 | 23                |
| Швейцария (Schweizer Hitparade)            | 80                |
| Великобритания (OCC UK Singles)            | 43                |
| Великобритания (OCC UK Indie)              | 5                 |
| Великобритания (OCC UK Singles Downloads)  | 12                |